# Едвін Гортер
Едвін Гортер (нід. Edwin Gorter, нар. 6 липня 1963, Гаага) — нідерландський футболіст, що грав на позиції півзахисника.

## Ігрова кар'єра
Розпочав грати у футбол в нижчоліговому клубі РВК '33.
Своєю грою за цю команду привернув увагу представників тренерського штабу «Дордрехта», до складу якого приєднався 1980 року. За підсумками сезону 1982/83 клуб здобув право на наступний рік виступати у Ередивізі, де у сезоні 1983/84 і дебютував Едвін, зігравши у 31 матчі, забивши 10 голів.
Влітку 1984 року, після вильоту «Дордрехта» з Ередивізі, Гортер уклав контракт з іншим клубом елітного дивізіону клубом «Рода», у складі якого провів наступні два роки своєї кар'єри гравця.  Більшість часу, проведеного у складі «Роди», був основним гравцем команди. В новому клубі був серед найкращих голеодорів, відзначаючись забитим голом в середньому майже у кожній другій грі чемпіонату.
З 1986 року п'ять сезонів захищав кольори швейцарського «Лугано», причому за підсумками сезону 1990/91 Гортер був визнаний найкращим іноземним гравцем року в Швейцарії.
Згодом з 1991 року грав за французький «Кан», а 1994 року недовго виступав за бельгійський «Ломмел». Того ж року повернувся на батьківщину і виступав за «Утрехт», «Вітесс» та «НАК Бреда».
Завершив професійну ігрову кар'єру у США, де протягом 1998—1999 років виступав за клуби «Нью-Інгленд Революшн» та «Маямі Ф'южн».

## Особисте життя
Народився в місті Гаага, його мати померла, коли Едвіну було лише 8 років.
Гортер має двох дітей: син Донні, який також став професійним футболістом, та дочка Шарон.
Після того, як Едвін завершив ігрову кар'єру, він став футбольним агентом. Пізніше він працював телевізійним аналітиком Eredivisie Live, і регіональним дистриб'ютором продуктів для здоров'я Cambridge België.

## Досягнення
- Найкращий іноземний футболіст року у Швейцарії: 1990/91